# Elvis Is Back!
Elvis Is Back! és el desè àlbum d'estudi del músic estatunidenc Elvis Presley, publicat per la companyia discogràfica RCA Victor de 1960. Va ser gravat en dues sessions el març i l'abril de 1960 i va significar la tornada en escena de Presley després de ser llicenciat a la Marina dels Estats Units.
El 1957 Elvis va rebre la comunicació de reclutament de l'oficina de Memphis quan la seva fama estava en alça. Tanmateix, li van donar una pròrroga per acabar la producció del seu darrer llargmetratge, King Creole. Durant dos anys va fer el servei militar a Alemanya, encara que RCA Records i Paramount Pictures van anar publicant progressivament material inèdit seu que havia completat abans del seu allistament. Durant els seus últims mesos a l'Armada, Presley va experimentar amb sons nous i va mirar de millorar el seu rendiment. També va estar preparant material per a la seva primera sessió programada a Nashville al seu retorn. Presley va tornar als Estats Units el 2 de març de 1960, i poc després, el 20 de març, va fer la primera sessió d'enregistrament d'Elvis Is Back!.
Elvis Is Back! va ser publicat el 8 d'abril de 1960. L'àlbum va arribar al primer lloc de la llista UK Albums Chart i el dos en l'estatunidenca Billboard 200. Des de llavors, l'àlbum va rebre crítiques positives de la premsa musical i va ser certificat com a disc d'or per la RIAA el 1959.

## Tornada a la música
Durant els seus últims mesos a l'Armada, Presley va començar a experimentar amb nou material i va pensar en la seva tornada als estudis d'enregistrament. Durant la seva primera sessió, Presley va gravar "Soldier Boy", "I Will Be Home Again", "Such a Night" i "Like a Baby".
El seu amic, Charlie Hodge, va ensenyar-li tècniques per millorar la seva respiració i ampliar el seu rang vocal. Presley va utilitzar com a inspiració la cançó de Roy Hamilton "I Believe" i "Unchained Melody", així com la cançó tradicional "Danny Boy" i una adaptació a l'anglès de "O sole mio". També va estudiar el fraseig i les notes de discos de The Inkspots i Mill Brothes. Quan va acabar l'allistament a Alemanya, Presley havia afegit una octava al seu rang vocal.
El músic va tornar als Estats Units el 2 de març de 1960 i va ser donat d'alta amb honors i amb el rang de sergent el 5 de març. El seu representant Tom Parker va negociar un nou contracte amb RCA Victor per complir les seves obligacions contractuals amb les bandes sonores de les pel·lícules. Addicionalment, Parker va aconseguir un augment de sou per Presley i una part dels beneficis del productor Wallis, i també va negociar l'aparició a The Frank Sinatra Show. Mentrestant, per assegurar-se les regalies de la publicació, Bienstock va encarregar una nova lletra per "O Sole Mio" atès que la melodia ja era de domini públic.

## Llistat de cançons
| 1. | «Make Me Know It»            | Otis Blackwell                              | 1:58 |
| 2. | «Fever»                      | John Davenport, Eddie Cooley                | 3:31 |
| 3. | «The Girl of My Best Friend» | Beverly Ross, Sam Bobrick                   | 2:21 |
| 4. | «I Will Be Home Again»       | Bennie Benjamin, Raymond Leveen, Lou Singer | 2:33 |
| 5. | «Dirty, Dirty Feeling»       | Jerry Leiber, Mike Stoller                  | 1:35 |
| 6. | «Thrill of Your Love»        | Stan Kesler                                 | 2:59 |

| 1. | «Soldier Boy»                   | David Jones, Theodore Williams Jr. | 3:04 |
| 2. | «Such a Night»                  | Lincoln Chase                      | 2:58 |
| 3. | «It Feels So Right»             | Fred Wise, Ben Weisman             | 2:09 |
| 4. | «Girl Next Door Went A-Walking» | Bill Rice, Thomas Wayne            | 2:12 |
| 5. | «Like a Baby»                   | Jesse Stone                        | 2:38 |
| 6. | «Reconsider Baby»               | Lowell Fulson                      | 3:39 |

| 1.  | «Stuck on You»              | Aaron Schroeder, S. Leslie McFarland          | 2:18 |
| 2.  | «Fame and Fortune»          | Fred Wise, Ben Weisman                        | 2:29 |
| 15. | «Are You Lonesome Tonight?» | Lou Handman, Roy Turk                         | 3:05 |
| 16. | «I Gotta Know»              | Paul Evans, Matt Williams                     | 2:15 |
| 17. | «A Mess of Blues»           | Doc Pomus, Mort Shuman                        | 2:39 |
| 18. | «It's Now or Never»         | Eduardo di Capua, Aaron Schroeder, Wally Gold | 3:14 |